# IV. třída okresu Ústí nad Orlicí 2003/2004
V soubojích fotbalové IV. třídy okresu Ústí nad Orlicí 2003/2004, jedné ze skupin 10. nejvyšší fotbalové soutěže, se utkalo 7 týmů čtyřkolovým systémem podzim – jaro. Tento ročník skončil v červnu 2004. Vítězem a postupujícím se stal tým TJ Sokol Libchavy „B“.

## Výsledná tabulka
| Poř. | Tým                      | Z  | V  | R | P  | VG | OG | B  |
| ---- | ------------------------ | -- | -- | - | -- | -- | -- | -- |
| 1.   | TJ Sokol Libchavy „B“    | 24 | 19 | 3 | 2  | 89 | 27 | 60 |
| 2.   | TJ Sokol Dolní Třešňovec | 24 | 19 | 2 | 3  | 85 | 19 | 59 |
| 3.   | FK Mistrovice „B“        | 24 | 12 | 3 | 9  | 62 | 45 | 39 |
| 4.   | AFK Kunvald „B“          | 24 | 8  | 3 | 13 | 29 | 50 | 27 |
| 5.   | TJ Tatran Lichkov        | 24 | 6  | 3 | 15 | 18 | 73 | 21 |
| 6.   | Sport Mladkov            | 24 | 5  | 3 | 16 | 34 | 63 | 18 |
| 7.   | TJ Sokol Němčice „B“     | 24 | 5  | 3 | 16 | 33 | 73 | 18 |

Poznámky:
- Z = Odehrané zápasy; V = Vítězství; R = Remízy; P = Prohry; VG = Vstřelené góly; OG = Obdržené góly; B = Body; (S) = Mužstvo sestoupivší z vyšší soutěže; (N) = Mužstvo postoupivší z nižší soutěže (nováček)

|  | Postup do III. třídy okresu Ústí nad Orlicí 2004/2005 |